# Jimmy Choo (品牌)

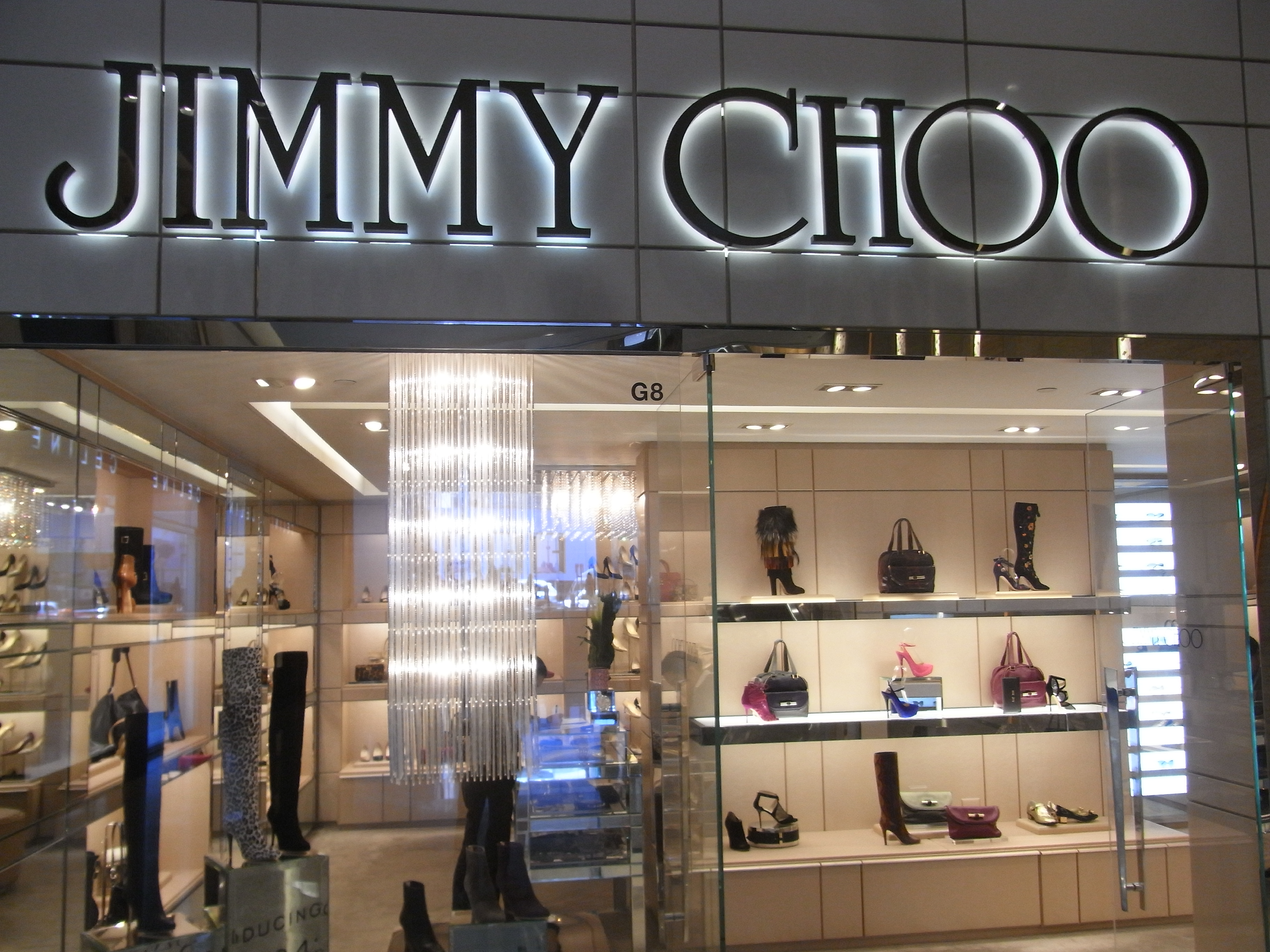

Jimmy Choo是一家英国奢侈品牌，主要產品有鞋子、手袋、配饰和香水。該品牌所屬的J. Choo Limited 于1996年由馬來西亞華人、鞋子设计师周仰杰和英国Vogue的编辑塔瑪拉·梅隆共同创立。该品牌自稱是威爾斯王妃戴安娜的最爱。该公司曾在伦敦证券交易所上市，直至2017年11月被 Michael Kors Holdings（Capri Holdings的前身）收购。